# Capella de la Cova de la Mare de Déu del Remei
La Capella de la Cova de la Mare de Déu del Remei és un edifici de Caldes d'Estrac (Maresme).

## Descripció
Petita capelleta d'estil mediterrani, emblanquinada, amb coberta a dues aigües amb carener perpendicular a la porta. La façana destaca per la seva porta de fusta de color verd, la lluerna superior circular per deixar pas a la llum natural, i les dues plaques: una de marbre que anuncia que la capelleta ja va ser restaurada l'any 1876, i una altra de ceràmica amb una poesia mariana de Roberta Muntaner titulada La més petiteta, i que diu així:

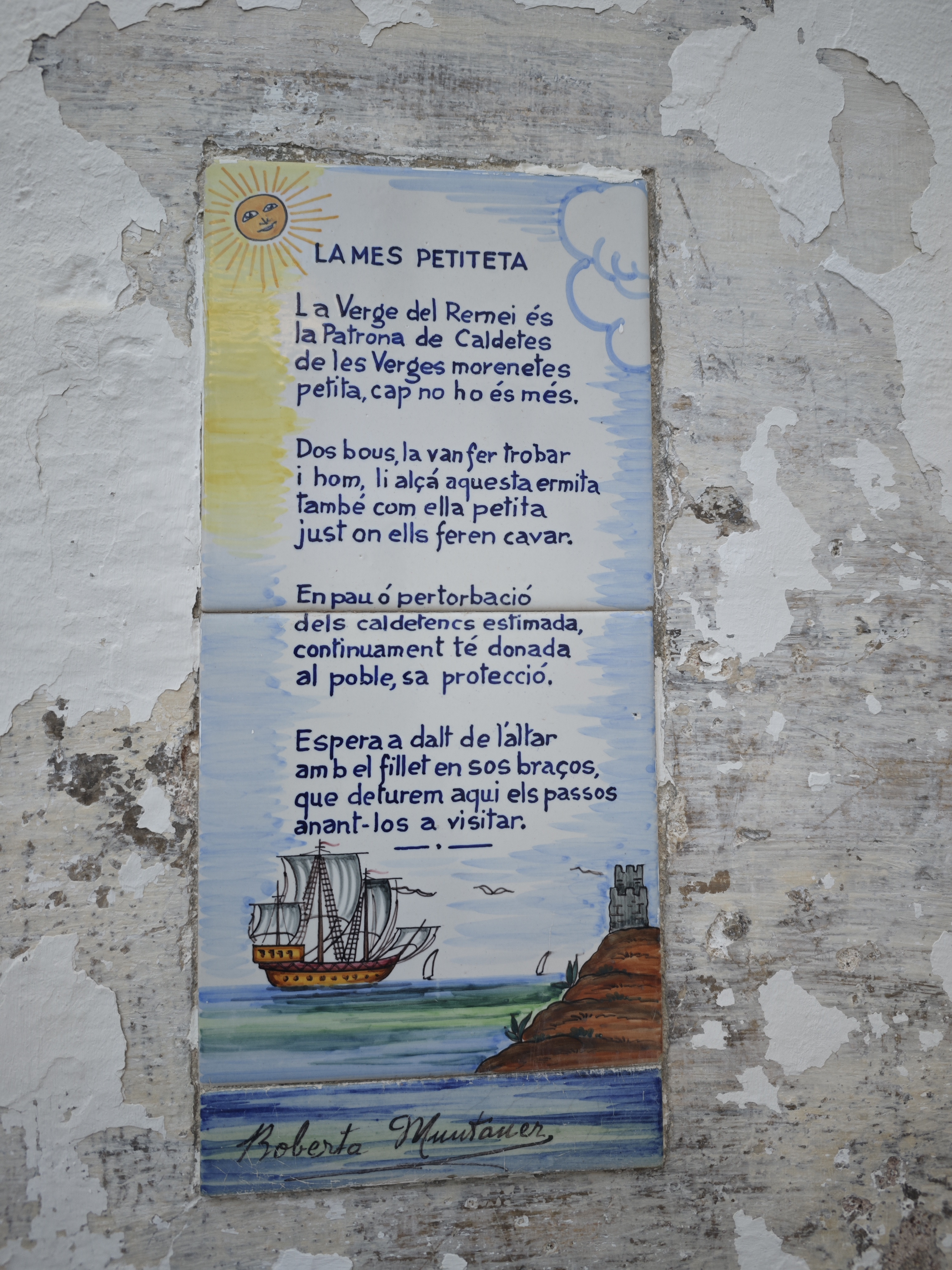

La Verge del Remei, és la Patrona de Caldetes, de les Verges morenetes, petita cap no ho és més,
Dos bous la van fer trobar, i hom li alçà aquesta ermita, també com ella petita, just on ells feren cavar,
En pau o pertorbació, dels caldetencs estimada, contínuament té donada, al poble sa protecció,
Espera a dalt de l'altar, amb el fillet en sos braços, que deturem aquí els braços, anant-los a visitar.
La poesia va acompanyada d'un dibuix de la costa de Caldes amb el Turó dels Encantats en primer terme.

#### Interior
A l'interior de la capelleta, darrera una reixa, trobem un altar de pedra presidit per una petita imatge de la Mare de Déu del Remei, i al lateral una petita cova excavada a la pedra on, segons la tradició, va ser el lloc exacte on es trobà la imatge. La petita cova presenta un baix relleu d'inspiració vegetal i mariana. Dins la capelleta veiem una vidriera posterior amb motius religiosos. Descripció de la imatge de la Mare de Déu del Remei venerada a la capelleta de la cova: imatge de guix, policromada, sobre peanya de fusta octogonal, que presenta la iconografia tradicional: sosté en braços el Nen Jesús, i porta una corona daurada de dotze estrelles, com a símbol de ser la reina de l'univers.

## Història
La capella es va construir al lloc exacte on, segons la tradició, els bous del pagès caldenc de Can Simó (els descendents del qual més endavant serien coneguts com els de Can Busquets) van desenterrar la imatge de la patrona de la vila, la Mare de Déu del Remei.